# 광주기성

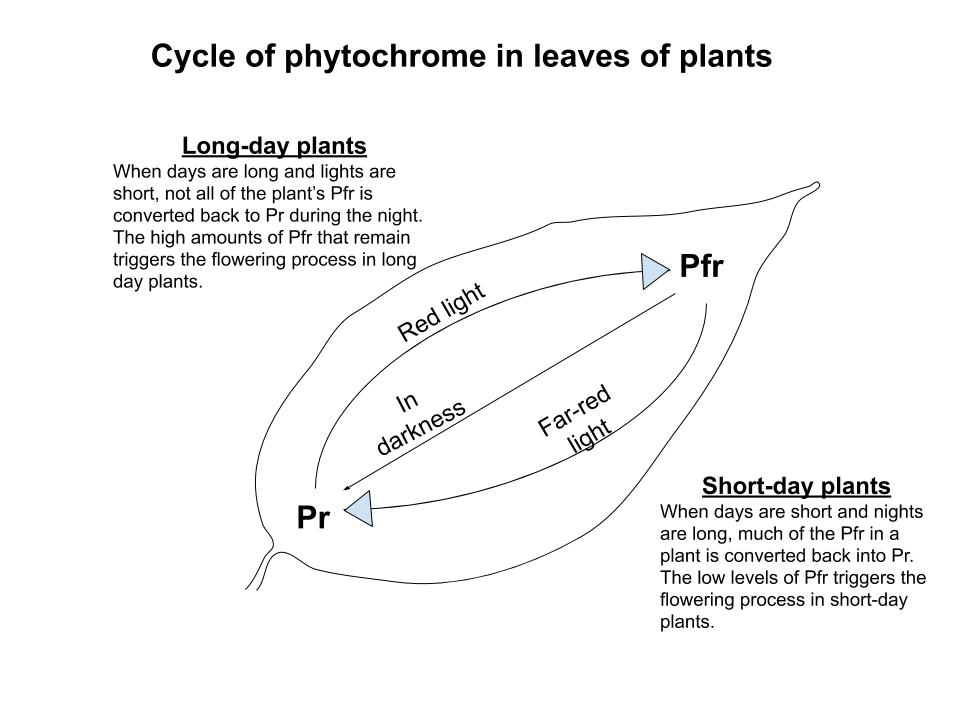

광주기성(光週期性, 영어: photoperiodicity) 혹은 광주성은 낮과 밤의 길이에 따라 일어나는 반응을 말한다. 동물과 식물에서 발견된다.

## 광주성과 식물
많은 화훼(花卉)식물들은 피토크롬(phytochrome)이나 크리프토크롬(cryptochrome)과 같은 광수용체 단백질(photoreceptor protein)를 이용해서 밤의 길이에 따른 계절의 변화나 광주성을 감지한다.

## 광주성 식물 분류
광주성 식물들은 크게 네 가지로 분류된다.

### 단일식물
단일식물(Short-day plants, SDP)는 개화에 있어서 장일식물과는 반대의 일장반응을 보이는 식물로 한계일장 보다 짧은 일장조건에서 개화하거나 개화가 촉진되는 식물로서 질적 단일식물과 양정 단일식물이 존재한다.
(필수)단일식물 예:
국화
커피
포인세티아
딸기
담배, var. Maryland Mammouth
공통 좀개구리밥, (Lemna minor)
우엉 (Xanthium)
옥수수 - 열대 개량형만 해당
(조건)단일식물 예:
대마 (Cannabis)
면 (Gossypium)
벼
사탕수수

### 장일식물
장일식물(Long-day plants, LDP)는 한계일장보다 긴 일장조건에서 개화하거나 개화가 촉진되는 식물을 말한다. 질적 장일식물과 양적 장일식물로 구분할 수 있는데 질적 장일식물이란 그 식물체가 가지고 있는 한계일장보다 조금 이라도 짧은 일장조건에서는 전혀 개화하지 않는 식물을 말하며 절대적 장일식물이라고도 한다. 그 반대로 양적 장일식물이란 한계일장보다 긴 일장조건에서는 물론 한계일장보다 조금은 짧은 일장조건에서는 개화가 이루어지며 장일조건이 될 수록 더욱 개화가 촉진되는 식물을 상대적 장일식물이라고도 한다.
(필수)장일식물 예:
카네이션 (Dianthus)
사리풀 (Hyoscyamus)
귀리 (Avena)
독보리 (Lolium)
클로버 (Trifolium)
초롱꽃과 (Campanula carpatica)
(조건)장일식물 예:
완두 (Pisum sativum)
보리 (Hordeum vulgare)
양상추 (Lactuca sativa)
밀 (Triticum aestivum, spring wheat cultivars)
순무 (Brassica rapa)

### 중성식물
중성식물(Day-neutral plants, DNP)은 한계일장이 없으며 온도조건이 만족되고 생육이 지속되면 계속해서 꽃이 피는 식물을 말한다. 토마토와 같은 경우 시설 내에서 재배시 일장에 관계없이 온도와 양수분의 조건이 만족되는 한 자라면서 계속적으로 개화하고 열매를 맺는다.

### 중간식물
중간식물(Intermediate plant)은 장일식물이나 단일식물과는 달리 한계일장의 범위 내에서 일장조건을 만족시킬 때 개화하는 식물을 말한다. 즉 약 12시간 내외의 범위에서 주로 개화하는 식물로 한계일장보다 일장이 길거나 짧으면 두 경우에 모두 개화하지 않는 특성을 갖는다. 중간식물을 정일성식물(Definite day - length plant)라고도 한다.

## 같이 보기
- 플로리겐
- 멜라토닌

## 참고자료
《Plant Science 1》Olga Piedrahita. 나이아가라 대학 출판사. 2008년 출간. 2009년 3월 27일 확인.